# 베타-유레이도아이소뷰티르산
β-유레이도아이소뷰티르산(영어: β-ureidoisobutyric acid) 또는 3-(카바모일아미노)-2메틸프로판산(영어: 3-(carbamoylamino)-2-methylpropanoic acid)은 티민의 이화작용에서의 대사 중간생성물이다. β-유레이도아이소뷰티르산은 다이하이드로피리미디네이스에 의해 다이하이드로티민으로부터 생성된다.

## 같이 보기
- 다이하이드로티민
- 다이하이드로피리미디네이스